# Georges Luce Trischler
Georges Luce Trischler fue un escultor francés del siglo XIX que trabajó para la Marina Nacional francesa.

## Datos biográficos
Esculpió las estatuas que adornaban el pórtico de la antigua iglesia de Saint-Louis de Brest
Es el tío de Joseph Edward Victor Trischler, industrial de Brest . 

## Obras
Entre las mejores y más conocidas obras de este escultor se incluyen las estatuas que adornaban el pórtico de la antigua iglesia de Saint-Louis de Brest.

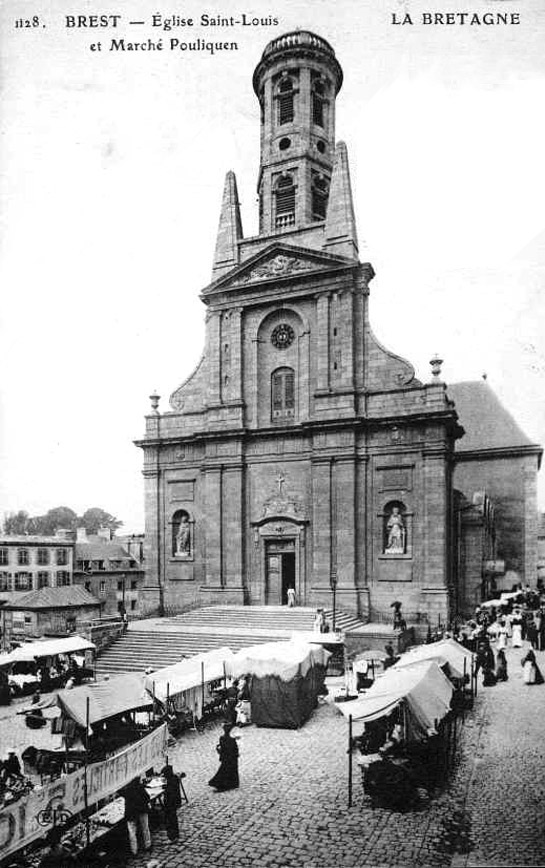
Estatuas en el pórtico de la antigua iglesia de Saint-Louis de Brest
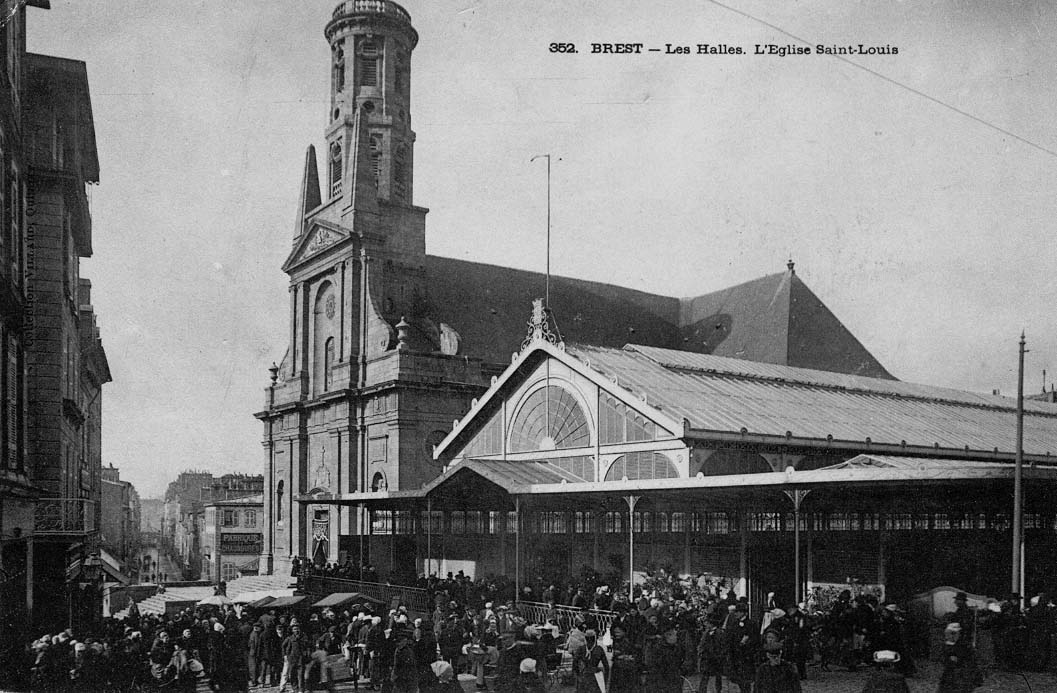
Otra vista de la iglesia. La Iglesia fue destruida en 1944 durante la SGM

(pinchar sobre la imagen para agrandar) 